# Certificat d'investissement
Un certificat d'investissement est une valeur mobilière représentant une fraction du capital social d'une société. Ce titre de propriété s'apparente à une action avec une restriction au niveau des droits qui lui sont rattachés. Les certificats d’investissement résultent du démembrement d’une action en deux éléments : le certificat d’investissement qui donne droit au dividende et le certificat de droit de vote qui présente les autres droits d’une action.

## Réglementation française
Ce démembrement est rendu possible par la loi du 3 janvier 1983.
Ces titres sont aujourd’hui réglementés par les articles L.228-30 et suivants du Code de commerce.